# Target Racing
Target Racing is een Italiaans autosportteam dat in 1997 werd opgericht door Robert Venier.
In 2002, 2003 en 2009 won het team titels in het Italiaanse Formule 3-kampioenschap met respectievelijk Miloš Pavlović, Fausto Ippoliti en Daniel Zampieri. Ook heeft het team deelgenomen aan de Formule Chrysler Euroseries, waarin het als vierde eindigde.
In 2011 stapte het team ook in de Formule Renault 3.5 Series onder de naam BVM-Target met Zampieri en Sergio Canamasas als coureurs. Canamasas behaalde één pole position voor het team en eindigde als achtste in het kampioenschap. Ook het team eindigde als achtste in het kampioenschap.
In 2012 werd de eerste auto van het team gedeeld tussen Giovanni Venturini, Sergej Sirotkin, Zampieri, Tamás Pál Kiss en Davide Rigon, en de tweede auto werd het gehele seizoen bestuurd door Nikolay Martsenko. Martsenko behaalde in de eerste race van het seizoen op het Motorland Aragón het beste resultaat van het team en eindigde hiermee als twintigste in het kampioenschap. Het team eindigde slechts als twaalfde in het kampioenschap.
Target Racing stond niet op de inschrijvingslijst van november 2012 om deel te nemen aan het kampioenschap in 2013. Het team werd vervolgens opgesplitst in twee inschrijvingen: Zeta Management en MT Motorsport. Het team werd uiteindelijk opgenomen in de inschrijvingslijst onder de naam Zeta Corse.